# Армянский медицинский институт
Армя́нский медици́нский институ́т, АМИ (арм. Հայկական Բժշկական Ինստիտուտ) — медицинское высшее учебное заведение в Ереване. АМИ был основан в 1990 году и является первым в СНГ негосударственным медицинским вузом. В вузе действуют 2 факультета, обучение ведётся на армянском языке. Институт занимает 32 номер в национальном и 12271 номер в глобальном рейтинге вузов. Институт расположен в ереванском районе Эребуни.

## История
Армянский медицинский институт был основан в 1990 году молодыми врачами. Процедура создания учебного заведения была сопряжена с различными трудностями: нехватка специализированного оборудования, высокая стоимость обустройства лабораторий и др. Кроме того, идея была неоднозначно воспринята обществом. Крайне негативным было отношение к этой инициативе Министерства здравоохранения Армении, которое возглавлял новоназначенный министр Мигран Назаретян. Министр заявил, что ничем не будет содействовать, и дал указание медицинским учреждениям не предоставлять институту помещений. Ереванский государственный медицинский университет также не приветствовал появление нового института. Вместе с тем многие медики полагали, что министерство и медицинское сообщество должны способствовать и содействовать созданию второго медицинского вуза, благодаря чему будет ликвидирована монополия и вызванные ею негативные тенденции, что приведёт к общему повышению качества медицинского образования.
В это время в Ереване действовал Филиал союзной хирургии, находящийся в ведении Министерства здравоохранения СССР и не подчинявшийся Минздраву Армении. Его возглавлял академик Александр Микаелян. При посредничестве Ларисы Журули профессор Микаелян согласился предоставить помещения в аренду Армянскому медицинскому институту. Базой стал НИИ кардиохирургии, его же профессора и стали первыми преподавателями АМИ.
В 1991 году Армянский медицинский институт был перемёщен в Медицинский центр «Эребуни», где и находится в настоящее время. Несмотря на запрет министра, новый начальник управления здравоохранения в Ереване Армен Саргсян обеспечил переезд и назначил нового главврача этой больницы. На базе больницы удалось наладить практическое преподавание.
В 1996 году подошло к концу обучение первых студентов АМИ, однако оказалось, что Минздрав Армении не признаёт дипломы этого вуза. Начался период судебных разбирательств, и в 2001 году вуз наконец получил государственную лицензию под номером 0008, что позволило ему выдавать дипломы государственного образца.

## Факультеты
В Армянском медицинском институте действуют 2 факультета:
- Лечебный факультет. Обучение длится 6 лет, выпускники получают диплом врача по специальности «Лечебное дело» (091201.00.7).
- Стоматологический факультет. Обучение длится 5 лет, выпускники получают диплом врача по специальности «Врач-стоматолог» (091101.00.7)[7].

## Студенческий совет
В институте действует студенческий совет, в задачи которого входит защита интересов студентов, а также организация спортивных мероприятий и других активностей. Студсовет сотрудничает с Молодёжным фондом Армении, общественной организацией «Студенческий центр негосударственных вузов», IFMSA (Международной федерацией ассоциаций студентов-медиков) и IADS (Международной ассоциацией студентов-стоматологов).

## Известные преподаватели и научные сотрудники
- Журули, Лариса Давидовна — основатель института.
- Карагезян, Константин Григорьевич — автор 580 научных работ, академик НАН РА[9].
- Мамиконян, Рафаэль Самвелович
- Алавердян, Александр Григорьевич
- Хачатрян, Саак Айкович — кавалер звания «Человек года» (США, 1997), заслуженный деятель науки Республики Армения.
- Мусаелян, Ваграм Миранович
- Норавян, Азат Согомонович — член-корреспондент НАН РА.
- Стамболцян, Елена Паруйровна — автор 108 научных трудов, исследователь туберкулёза
- Варданян, Медея Никитична
- Ахназаров, Юрий Лазаревич
- Нерсисян, Валентина Никитична — автор более 200 научных статей и 2 монографий.
- Асланян, Нубар Левонович — автор более 500 научных трудов[10].